# トーマス・マイヤー＝フィービッヒ
トーマス・マイヤー＝フィービッヒ（Thomas Meyer-Fiebig、1949年4月3日 - ）は、ドイツの現代音楽の作曲家で、現在も活動している作曲家である。

## 略歴
父親がビーレフェルト市マリエン教会の主任牧師であったヴィルヘルム・マイヤー（Wilhelm Meyer）、生母の死後は教会音楽家ルート・マイヤー（Ruth Meyer）を継母とし、恵まれた教会音楽の環境に囲まれて育つ。
デトモルト国立音楽大学へ作曲専攻にて入学、作曲をヨハネス · ドリースラー(de)とギセルヘル · クレーベ(de)に師事する。 
ドイツ国家資格を教務課程と音楽教育課程において取得後、同大学院作曲課程科に学び1978年に卒業。
1978年来日、国立音楽大学作曲科講師となる。
1989年助教授に昇任。
1996年教授に昇任と同時に国立音楽大学大学院作曲専攻担当教員となる。
2015年定年退職。
現在は、国立音楽大学名誉教授。
作曲活動の傍らパイプオルガン奏者としても活動。
1998年にはドイツのエルツ山地ナッサウのゴットフリート・ジルバーマン製作の歴史的オルガンにてCDを収録した。

## 作品
作曲活動の中心はパイプオルガンの作品であるが、交響曲、室内楽曲、声楽曲から和楽器のアンサンブル曲等の分野においても創作活動を続ける。
多くの演奏家がその作品を取り上げ、また、委託作品も多い。
ドイツ放送局、西ドイツラジオ、ヘッセン放送局、NHK等の放送局等によっても収録、放送されている。
初期のパイプオルガン曲、室内楽作品がドイツのメーゼラー出版社と全音楽譜出版社より出版されている。